# 札幌センタービル
札幌センタービル（さっぽろセンタービル）は、札幌市中央区北5条西6丁目に所在する、明治安田生命保険保有のオフィスビル。
RC・SRC造で建設され、1987年（昭和62年）6月に完成した。札幌市内では初めて高さ100メートルを越えた超高層ビルである。

## 入居施設・テナント
札幌センタービル内にある主な企業、施設。下記のほか、会議室や飲食店も入居している。
- 25F - 新和グループ 本部
- 24F
  - 有限責任監査法人トーマツ 札幌事務所
  - 札幌中央会計
- 23F
  - 株式会社プルデンシャル生命保険
  - 株式会社大韓航空 札幌支店
  - 公益財団法人メイク・ア・ウィッシュ　オブ　ジャパン　札幌支部
- 21F - 日本アイビーエム・ソリューション・サービス株式会社（ISOL） 札幌支店
- 20F - 株式会社プランニングワークショップ
- 19F
  - 三鬼商事株式会社 札幌支店
  - ジョンソン・エンド・ジョンソン株式会社 札幌営業所
- 18F
  - バイエルクロップサイエンス株式会社 北海道営業所
  - ハーゲンダッツジャパン
- 17F
- 16F
  - 独立行政法人北方領土問題対策協会
  - 株式会社アルプス技研 札幌営業所
- 15F
  - 三菱マテリアル株式会社 札幌支店
  - 株式会社JSコーポレーション 北海道事業所
  - テクノプロ・エンジニアリング 札幌支店
- 14F
  - 財団法人北海道青少年育成協会
  - ピー・シー・エー株式会社 札幌営業所
  - 掛川神経科クリニック
  - 斗南前よしざき内科消化器内科クリニック
- 13F
  - 財団法人北海道地域総合振興機構
  - 株式会社シー・アイ・シー 北海道支店
- 12F
  - 甲種危険物取扱者集会所
  - 財団法人消防試験研究センター
  - 社団法人北海道消防設備協会
  - 社団法人北海道危険物安全協会連合会
  - 総合メディカル株式会社 札幌支店
  - TSUCHIYA 株式会社 北海道支店
  - 株式会社廣告社 札幌支社
- 11F
  - 日本事務器株式会社 北海道支社
  - 日本工営株式会社 札幌支店
  - 北興化学株式会社 札幌支店
- 10F
  - シーズングローバルワークス
  - 株式会社SJアルピーヌ　北海道事業所
- 8F
  - 株式会社島津製作所 札幌支店
  - 社団法人北海道雇用開発協会
- 7F
  - 株式会社アトックス 札幌事務所
  - 株式会社ビル代行
  - 日本メドトロニック株式会社 札幌支店
- 6F
- 5F　会議室
- 4F
  - 北海道住宅管理公社
  - CSLベーリング株式会社 札幌支店
- 2F 
  - 株式会社ゆこゆこ
  - 飲食店
- 1F 
  - 防災センター
  - センタービル調剤薬局
  - 日本マテリアル株式会社
  - セブン-イレブン 札幌北5西6店
- B1F 
  - ラーメ
  - リフレッシュルーム（喫煙室）

## かつて入居していたテナント
- 在札幌オーストラリア領事館[2]

オープン当初、地階と2Fは飲食店街フロアであり、両階共に多数の飲食店が入居していた。下記二店は高層階に入居。
- 中華料理店 東天紅 札幌店
- 札幌かに本家 センタービル店
- ラーメン「爐」

## アクセス
- JR札幌駅、札幌市営地下鉄さっぽろ駅より徒歩5分